# Tsuyoshi Furukawa
Pour les articles homonymes, voir Furukawa.
Tsuyoshi Furukawa (古川 毅, Furukawa Tsuyoshi) est un footballeur japonais né le 21 septembre 1972.